# Revolució democràtica de Mongòlia
La revolució mongola de 1990 (Revolució Democràtica de 1990, mongol: Ардчилсан хувьсгал, Ardchilsan Khuvĭsgal) va ser una revolució democràtica no-violenta que va començar amb manifestacions i vagues de fam per enderrocar la República Popular de Mongòlia, que va mour'es cap a la Mongòlia democràtica d'avui dia i la redacció de la Constitució de Mongòlia. Va ser liderada principalment per joves que protestaven a la Plaça Sükhbaatar a la capital, Ulan Bator. Va acabar amb la dimissió del govern autoritari sense vessament de sang. Alguns dels organitzadors principals foren Tsakhiagiin Elbegdorj, Sanjaasürengiin Zorig, Erdeniin Bat-Üül i Bat-Erdeniin Batbayar.
Aquest fet va ser l'inici de la fi del període de 70 anys de socialisme a Mongòlia. Tot i que es va establir un sistema multipartidista, el Partit Revolucionari del Poble de Mongòlia (MPRP) va seguir en el poder fins al 1996. Tanmateix, es van implementar reformes i començà la transició cap a una economia de mercat. La revolució va estar inspirada per les reformes a la Unió Soviètica, i per les revolucions similars a l'Europa Oriental a finals de 1989.

## Context
Hi havien moviments a favor de la independència el 1911 contra la política de colonització de finals de la dinastia Qing. Finalment, el Partit del Poble de Mongòlia va prendre el poder a Mongòlia el 1921 amb l'ajuda de la Unió Soviètica, després que les forces de l'Exèrcit Blanc i xineses fossin expulsades. El 1924, el partit va canviar el nom a Partit Revolucionari del Poble Mongol. Durant les següents dècades, Mongòlia va tenir estrets vincles amb la Unió Soviètica. Després de fer fora Yumjaagiin Tsedenbal el 1984, i inspirat en les reformes de Mikhail Gorbachev a la Unió Soviètica, sota el lideratge de Jambyn Batmönkh es van implementar reformes econòmiques, però no van agradar a aquells que, a finals de 1989, volien més canvis.

## Esdeveniments
Els joves de Mongòlia volien un canvi a la societat, la manera com el govern dirigia. Van començar a trobar-se i discutir secretament. Per exemple, durant els seus estudis a la URSS, Tsakhiagiin Elbegdorj va conèixer el Glasnost, i conceptes com els de llibertat d'expressió i llibertats econòmiques. Després de retornar a Mongòlia, va conèixer gent que pensava de forma semblant i va intentar presentar aquestes idees a un públic més gran, tot i els intents de repressió de les autoritats Politburo del govern. El 28 de novembre de 1989, al final d'un discurs al Segon Congrés Nacional de Joves Artistes, Tsakhiagiin Elbegdorj digué que Mongòlia necessitava una democràcia i va demanar que el jovent col·laborés a crear-la. Va dir al públic que "considerem que la Perestroika és un pas oportú i valent. La contribució dels joves en aquesta qüestió revolucionària no ha de ser donant suport parlat, sinó amb feina certa. La nostra contribució és que els nostres objectius siguin complits. Els nostres objectius són ... seguir la democràcia i transparència, i contribuir al glasnost, ... i donar suport al poder progressista just ... Aquests són els objectius d'un grup d'iniciatives-una organització que ha de funcionar. Després del congrés, espero que ens reunirem i discutirem amb tu sobre això en aquest [nou grup que s'està formant]. L'organització estarà basada en principis democràtics, voluntaris i públics."
El president del congrés va parar el discurs d'Elbegdorj i el va avisar que no digués aquestes coses. Era el 1989, i Mongòlia havia estat un país comunista durant 68 anys. Llavors, es deia que moltes persones eren espies del partit comunista que denunciaven persones que expressaven opinions diferents de les del socialisme i el comunisme. Durant el descans del congrés, dos joves, Dari. Sukhbaatar i Chimediin Enkhee van trobar-se amb Elbegdorj i els tres van acordar fundar un moviment democràtic i escampar la notícia secretament a altres joves. Més endavant, els tres es van trobar i es van unir amb deu altres persones, que es coneixen com els Tretze Líders de la Revolució Democràtica de Mongòlia. Després de tornar del congrés, el seu cap al diari Ulaan Od advertí Elbegdorj que el despatxarien si seguia participant en més activitats fora de la feina, o si duia alguna conducta inconsistent amb la ideologia comunista i socialista. Tot i l'avís, Elbegdorj i els seus amics van reunir-se amb secret amb altres joves a la Universitat Nacional de Mongòlia i van discutir sobre la democràcia, polítics de lliure mercat, i altres temes prohibits a l'època, i van començar a organitzar un moviment democràtic. Es van trobar diverses vegades i portaven nous amics i seguidors. Una nit, van posar anuncis de la seva manifestació pública als carrers.
El matí del 10 de desembre de 1989 va ocórrer la primera manifestació pública oberta a favor de la democràcia davant del Centre Cultural Juvenil a Ulan Bator. Allà, Elbegdorj va anunciar la creació de la Unió Democràtica de Mongòlia i així va néixer el primer moviment pro-democràcia a Mongòlia.